# Zvičina
Zvičina – szczyt w obrębie Zvičiny, części wsi Třebihošť (kraj hradecki). Jest najwyższym szczytem grzbietu zvičinsko-kocléřovskiego (części podkrkonošskiej pahorkatiny). Położony jest na wysokości 671 m n.p.m., około pół kilometra na wschód od Zvičiny.

## Historia i obiekty
Zvičina była miejscem spotkań, pielgrzymek i nadal jest jednym z najczęstszych miejsc wycieczkowych w okolicach Dvůr Králové. Szczyt z kościołem św. Jana Nepomucena wzniesionym pierwotnie w 1584 (drewniany, husycki, obecnie murowany z lat 1706-1711) i schroniskiem turystycznym Raisova chata jest łatwo dostępny szlakami z Bílej Třemešny, Mezihoří, Třebihošťi i Horních Brusnic. Miejsce to odwiedzali m.in.: Karel Jaromír Erben, Karel Václav Rais (istnieje ścieżka dydaktyczna Śladami K.V. Raisa), Jaroslav Vrchlický, Václav Štech i Ignát Hermann. Zatrzymał się tu też Karel Hynek Mácha. Szczyt Zvičina jest dobrym miejscem do uprawiania narciarstwa i paralotniarstwa. W przeszłości istniało tu lotnisko dla szybowców.
Schronisko Raisova chata powstało w 1891 jako obiekt niewielki, drewniany, kryty gontem i czynny jedynie latem. Z uwagi na długi właścicielowi zagroziła licytacja, ale uratowała go organizacja Národní jednota severočeská, kupując obiekt w 1898. W 1900 schronisko stało się własnością Klubu Czeskich Turystów. W 1923 zakupiono na wyposażenie schroniska teleskop do obserwacji nieba. W latach 1925–1926 wzniesiono (jako element budowli) wieżę widokową. Oprócz tego zabudowę szczytową dopełniają maszty telewizyjne i komórkowe.

## Widoki
Ze szczytu (około 300 metrów wysokości względnej nad Dvůr Králové nad Labem) roztacza się jedna z najlepszych panoram Karkonoszy od strony czeskiej. Szczyt jest też miejscem widokowym na Ještěd, Góry Izerskie, Góry Krucze, Góry Stołowe i Góry Orlickie.

## Szlaki
Szczyt jest ważnym węzłem szlaków turystycznych:
- przechodzi tędy szlak czerwony  z Pecki do Bílej Třemešny,
- przechodzi tędy szlak zielony  z Úhlejova (od strony Miletína) do Bílej Třemešny,
- kończy się tu szlak niebieski  z Miletína,
- kończy się tu szlak żółty  z Vřesníka[3].